# 有馬温純
有馬 温純（ありま はるすみ）は、越前丸岡藩の第7代藩主。晴信系有馬家10代。

## 経歴
文政12年（1829年）、第5代藩主有馬誉純の長男・戸田純祐の長男として生まれる。天保8年12月13日（1838年）、丸岡藩第6代藩主有馬徳純の養子となる。天保9年（1838年）2月7日、徳純の死去により家督を継いだ。天保12年（1841年）7月1日、将軍徳川家慶に御目見する。天保13年（1842年）10月29日、従五位下・日向守に叙任する。
幕末期に入ると、海防強化のために砲台を築いている。安政2年（1855年）4月25日に死去した。享年27。跡を養嗣子の道純が継いだ。

## 系譜
父母
- 戸田純祐（実父）
- 有馬徳純（養父）

正室、継室
- 孝子 - 毛利斉元の娘（婚約者）
- 善子 - 松平勝道の養女、松平定芝の娘（正室）
- 富子 - 榊原政養の娘（継室）
- 作子 - 戸田氏正の娘（継々室）

子女
- 淑子 - 有馬道純室
- 久仁子 - 榊原政敬正室

養子
- 有馬道純 - 本多忠鄰の三男